# Røldal
Røldal est un village situé dans la kommune d'Odda, en Norvège. Le village se situe près du lac Røldalsvatnet. Le village compte 359 habitants en 2013.
La stavkirke de Røldal (église en bois norvégienne) y est située.